# Termòstat

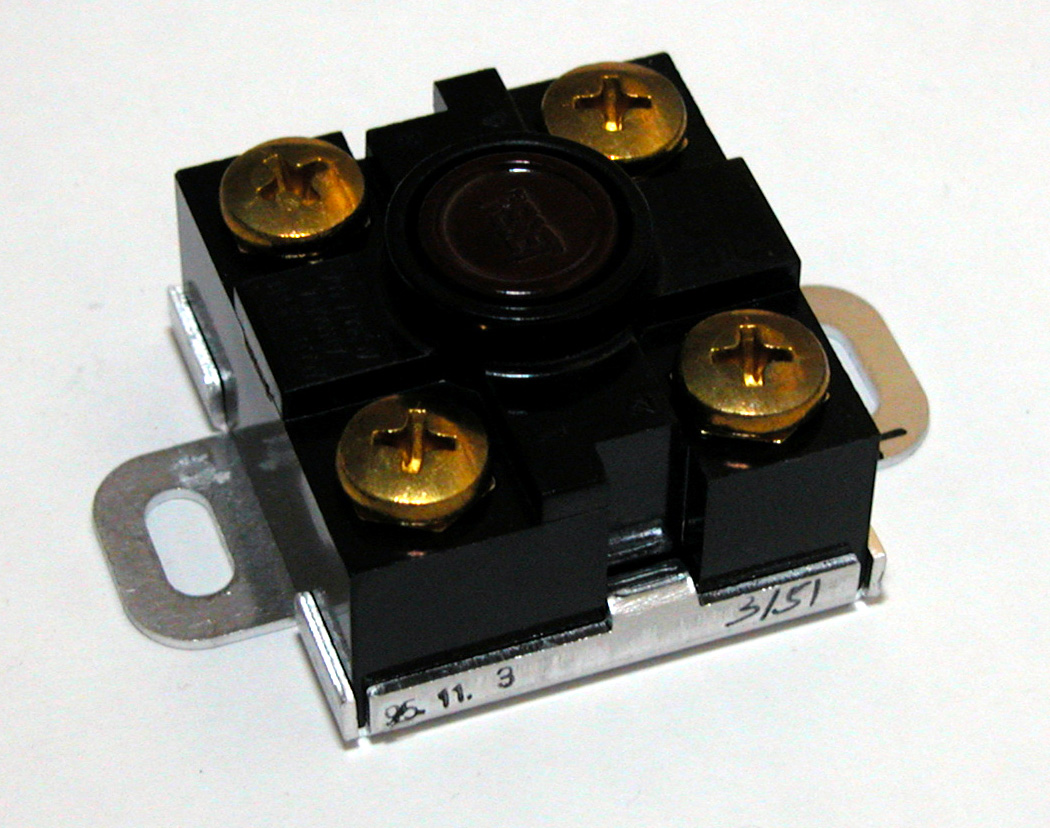
Termòstat bimetàl·lic de seguretat amb reiniciar manual.

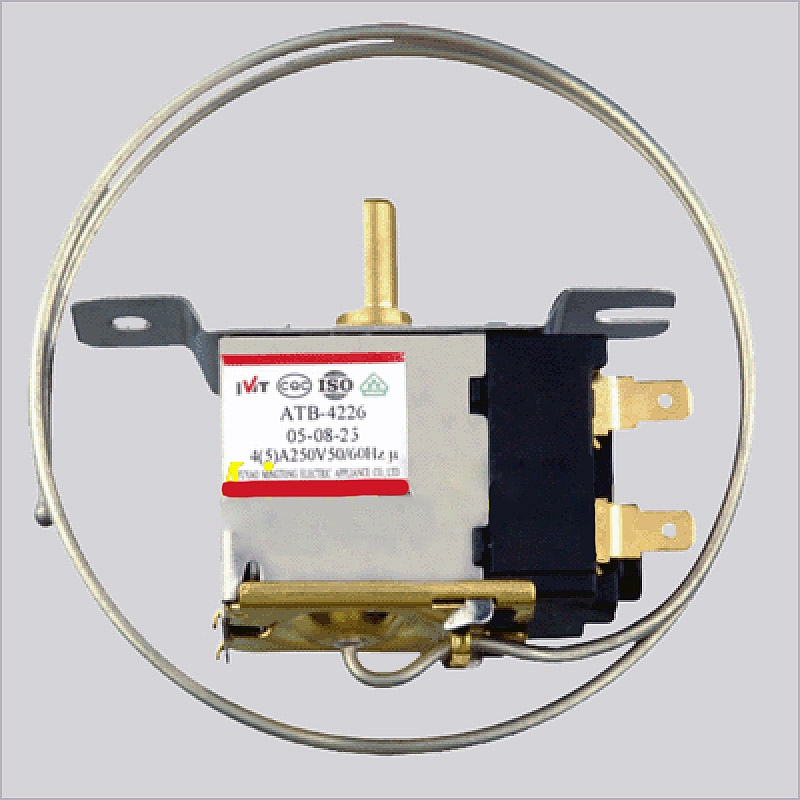
Termòstat de gas amb ajust de temperatura. Usat en condicionadors d'aire de finestra.

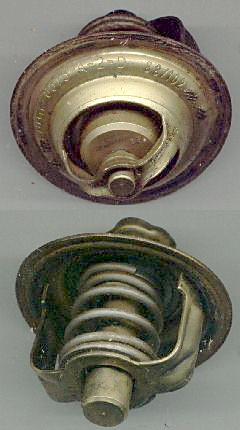
Termòstat de parafina per radiadors de vehicles.

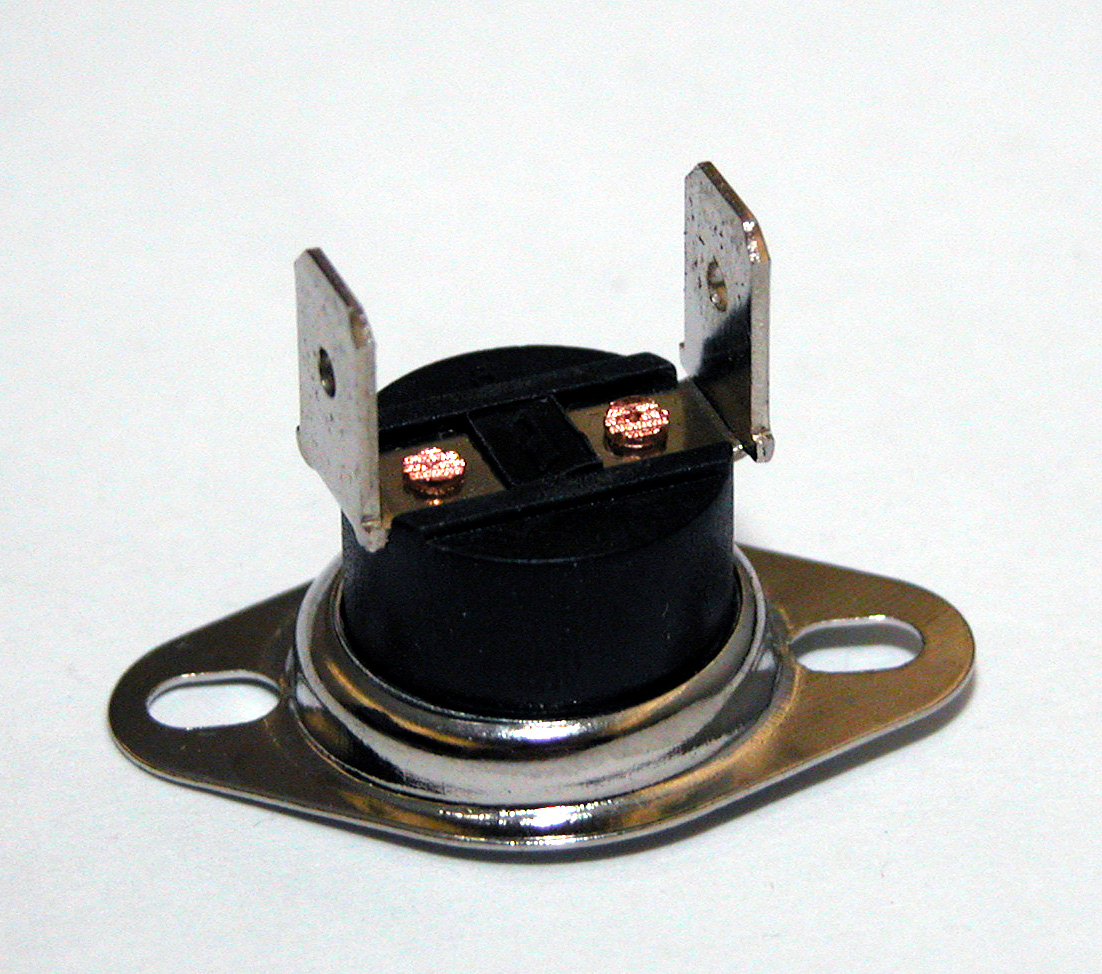
Termòstat bimetàl·lic de control automàtic.

Un  termòstat  és el component d'un sistema de control simple que obre o tanca un circuit elèctric en funció de la temperatura. La seva versió més simple consisteix en una làmina bimetàl·lica com la que utilitzen els equips d'aire condicionat per apagar o encendre el compressor. Un altre exemple el podem trobar en els motors de combustió interna, on controlen el cabal hidràulic del líquid refrigerant que torna al radiador depenent de la temperatura del motor. Es pot utilitzar en diversos aparells en els quals actua com sensor en un diagrama de blocs amb realimentació prèviament manipulat per al seu ús.

## Mecànics
Bimetàl·licsConsisteix en dues làmines de metall unides, amb diferent coeficient de dilatació tèrmic. Quan la temperatura canvia, la làmina canvia de forma actuant sobre uns contactes que tanquen un circuit elèctric. Poden ser normalment oberts o normalment tancats, canviant el seu estat quan la temperatura arriba al nivell per al qual són preparats.
ManualsSón els que requereixen intervenció humana per tornar al seu estat inicial, com els termòstats de seguretat que realitzen una funció en cas que la temperatura assoleixi nivells perillosos.
AutomàticsTornen al seu estat inicial sense necessitat d'intervenció humana. Actuen d'una forma totalment automàtica, d'aquí la seva aplicació actual en gran part de les llars
De gasConsisteix en un gas tancat dins d'un tub de coure. Quan la temperatura puja, el gas s'expandeix i empeny la vàlvula, que realitza una determinada funció.
De parafinaEmprats a vàlvules de control de fluid, contenen parafina encapsulada que s'expandeix en augmentar la temperatura, aquesta, al seu torn, empeny un disc que permet el pas del fluid. Quan el fluid baixa de temperatura, un ressort torna el disc a la seva posició inicial tancant el pas. Un exemple d'aquest termòstat és l'empleat en el sistema de refredament dels motors de combustió interna.